# Mimir

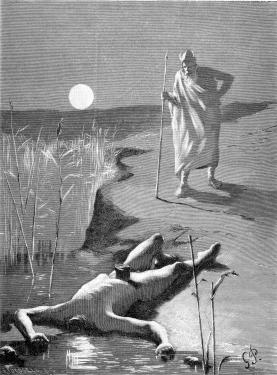
Odyn stojący nad ciałem Mimira

Mimir – w mitologii nordyckiej tajemniczy mędrzec o nieznanym pochodzeniu. 
Po wojnie Asów z Wanami Mimir został wraz z Hönirem oddany do Wanów jako zakładnik. Za rady udzielane Hönirowi został przez Wanów ścięty. Potraktowana odpowiednimi ziołami i zaklęciami głowa Mimira objęła funkcję strażnika magicznej studni mądrości pod korzeniami Yggdrasil. Aby zdobyć mądrość Mimira, a więc za pozwolenie na napicie się wody z tego źródła Odyn oddał jedno swoje oko.